# 神道学
神道学（しんとうがく）は、神道に関する学問。神道学の研究者は、神道学者（しんとうがくしゃ）と呼ばれる。

## 概要
國學院大學神道文化学部によれば、単に実証的・客観的研究にとどまらず、神道学は主観的信仰の色が濃いとされる。同学部では、他宗教との比較を企図し、比較文化研究的視点を加えた神道学を神道文化学（しんとうぶんかがく）としている。

## 研究拠点
神道学の主な拠点は皇典講究所を前身とする東京都の國學院大學と神宮皇學館（神宮皇學館大學）を前身とする三重県伊勢市の皇學館大学である。何れも旧制時代は官立大学であったが、現在は私立大学となっている。國學院大學には神道文化学部、宗教学・神道学専攻（同大学院文学研究科）が置かれる。皇學館大学には神道学科（文学部）、神道研究所が置かれる。
宗教学や歴史学としての神道の研究は、他の大学でも広く行われている。

## 学会
- 神道宗教学会（神道宗教學會） - 國學院大學
- 神道史学会 - 皇學館大学